# Touring the Angel: Live in Milan
Touring the Angel: Live in Milan — концертний відеоальбом британської групи Depeche Mode, що вийшов 25 вересня 2006. На альбомі представлений концерт, знятий Блю Лічем 18 лютого і 19 лютого 2006 року у Мілані.
Розширене видання Touring the Angel: Live in Milan складається з 3-х дисків: перший DVD містить сам концерт, другий диск містить документальний фільм, інтерв'ю з групою і Антоном Корбейном, кілька додаткових пісень (які були записані на інших концертах у Мілані) і багато іншого. Третій диск - це Audio-CD, що містить концертні версії композицій альбому Playing the Angel.

## Трек-лист
1. Intro
2. A Pain that I'm Used To – 4:13
3. John the Revelator – 3:35
4. A Question of Time – 4:25
5. Policy of Truth – 5:14
6. Precious – 4:42
7. Walking in My Shoes – 6:25
8. Suffer Well – 3:36
9. Macro – 4:23
10. Home – 5:35
11. I Want It All – 5:20
12. The Sinner in Me – 5:14
13. I Feel You – 7:02
14. Behind the Wheel – 5:13
15. World in My Eyes – 5:20
16. Personal Jesus – 6:08
17. Enjoy the Silence – 7:49
18. Shake the Disease – 5:52
19. Just Can't Get Enough – 4:39
20. Everything Counts – 6:20
21. Never Let Me Down Again – 8:00
22. Goodnight Lovers – 4:16